# Eumecynostomum altitudi
Eumecynostomum altitudi är en plattmaskart som beskrevs av Faubel och Regier 1983. Eumecynostomum altitudi ingår i släktet Eumecynostomum och familjen Mecynostomidae. Inga underarter finns listade i Catalogue of Life.